# Olvsjön
Olvsjön är en sjö i Östhammars kommun i Uppland och ingår i Skeboåns huvudavrinningsområde.